# Friedenskirche (Monheim-Baumberg)
A Igreja da Paz (Friedenskirche) é uma igreja localizada em Monheim-Baumberg, Schellingstraße, número 13, construída de 1968 a 1974, de acordo com os planos de Walter Maria Foerderer no estilo do brutalismo.

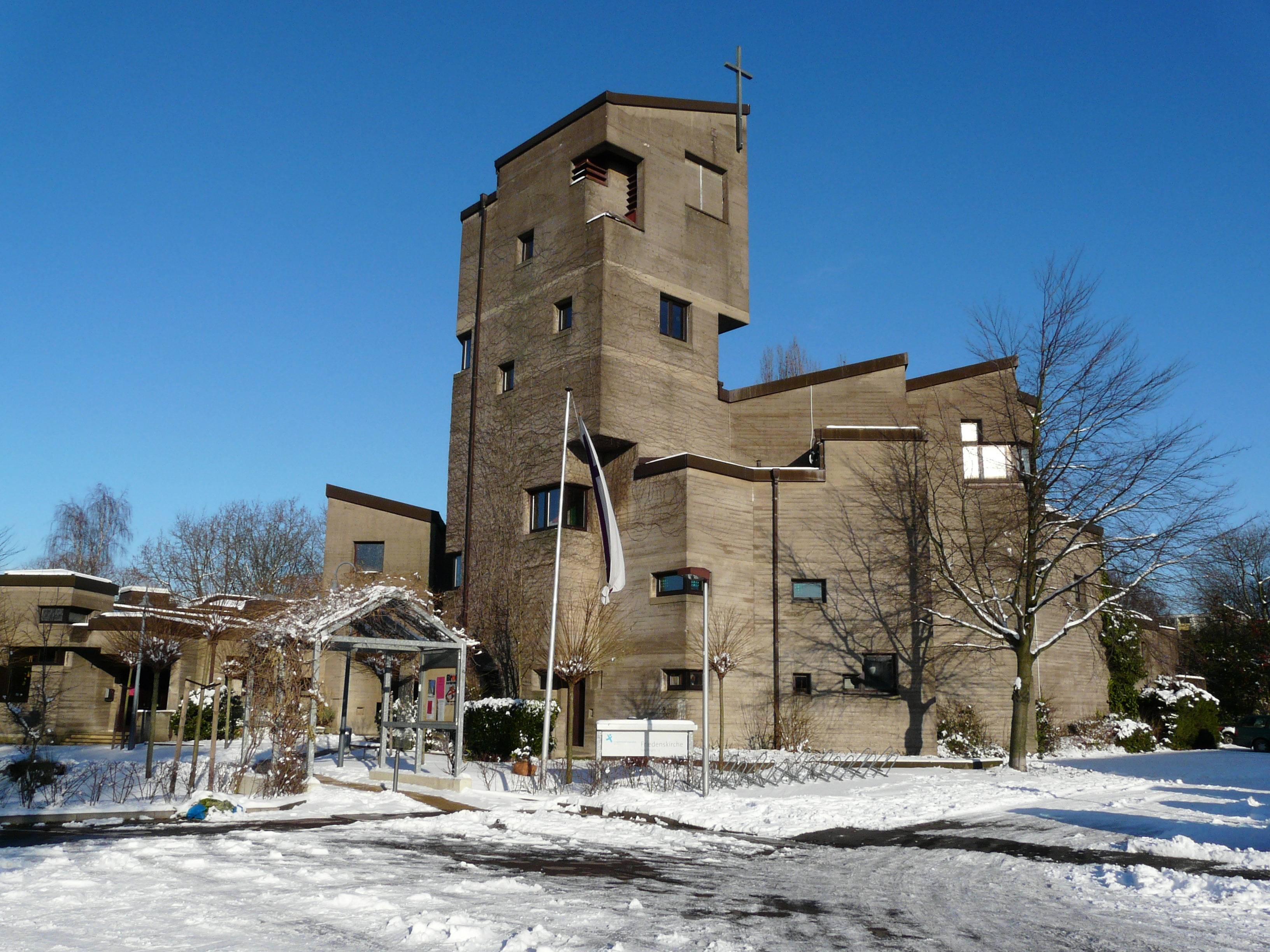
Friedenskirche Baumberg

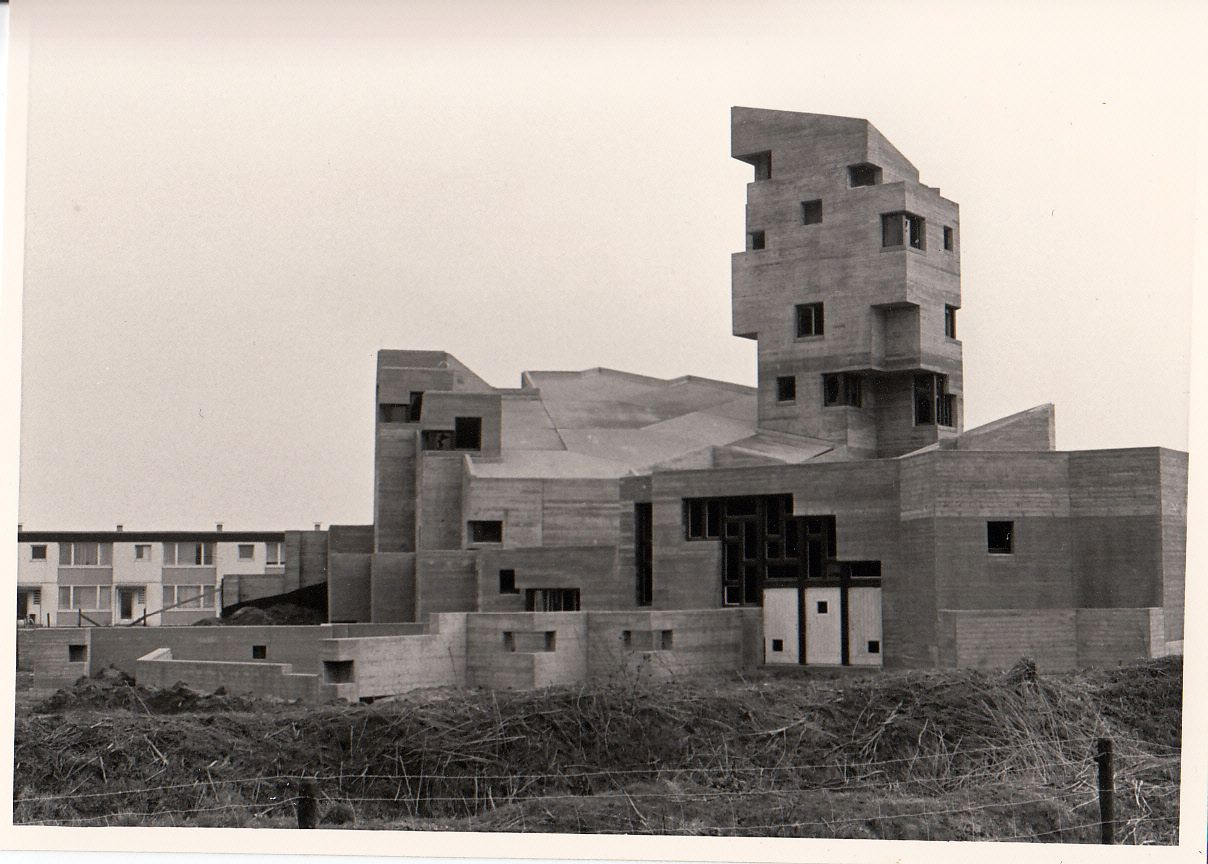
Fase de construção

## História da Arquitetura
Nos anos pós-guerra, a população de Baumberg aumentou bastante, de modo que, na década de 1960, uma ampla área de desenvolvimento foi projetada sob a liderança da empresa de construção "Neue Heimat", localizada próxima ao centro histórico. Os planos, que incluíam o renomado arquiteto de Frankfurt Ernst May, previam também um centro para a comunidade protestante, que cresceu para cerca de 3.000 membros nos anos pós-guerra. Além da igreja, o centro também deveria incluir apartamentos para funcionários e um jardim de infância. O local escolhido foi uma área entre o centro da cidade velha e a nova área de desenvolvimento. 
Depois de um concurso de arquitetura, a Igreja Evangélica na Renânia decidiu pelo projeto do suíço Walter Maria Foerderer. Ele cuidou pessoalmente do progresso da construção nos primeiros anos, mas depois deixou a supervisão a cargo de seu escritório e aos cuidados do arquiteto Dietrich Mallwitz de Monheim, que implementou de maneira independente o conceito para as dependências. 
Depois que a construção começou em 1968, a igreja foi consagrada em 9 de maio de 1971 e o complexo foi oficialmente concluído em 1974 Devido à sua aparência externa, foi inicialmente chamada de "Búnquer", mas a igreja foi renomeada para “Friedenskirche” nos anos 80. 
A torre, remanescente de uma montanha suíça, recebeu três sinos em 1983 da "Eifeler Glockengiesserei". Finalmente, em 2003, foi aberto o muro de concreto, que protegia a praça da igreja ao sul, até o assentamento. O pátio aberto, que é delimitado por 13 acácias, pode ser alcançado através de uma pequena ponte que conduz sobre um curso de água artificial. 

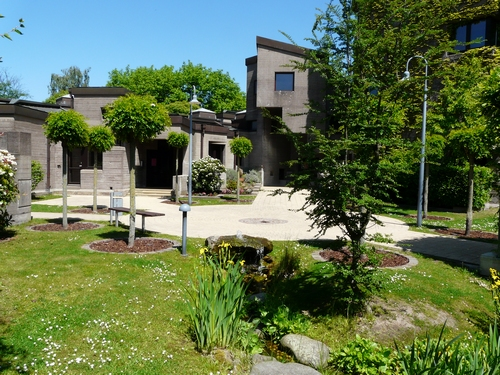
Pátio

## Arquitetura

### Conceito
Como outras obras de Foerderer, a Igreja da Paz, com sua construção em concreto aparente, está associada ao brutalismo - uma visão que não é compartilhada por todos os historiadores da arte. [2] O escultor treinado construiu entre 1963 e 1971 na Suíça, mas também na Alemanha, centros comunitários com uma igreja integrada em uma arquitetura semelhante. Exemplos são o salão paroquial protestante em Moers-Hochstraß, St. John em Lucerna e a Igreja da Santa Cruz em Chur, cuja silhueta alpina lembra a Igreja da Paz. Seus edifícios são locais de encontro abertos e projetados como uma escultura com orientação escultural claramente reconhecível. No entanto, a visão de Foerderer de um salão que poderia ser usado para eventos seculares além do culto e das fronteiras confessionais não foi totalmente implementada. Em vez de se tornar uma entidade neutra em termos de utilidade, a Igreja da Paz se tornou uma obra de arte arquitetônica sagrada.

### Estrutura
O ponto mais alto do complexo é o centro comunitário em forma de cristal: uma torre sineira de 23 m de altura, que fica ao lado da igreja e ao noroeste por várias salas da comunidade. Além da área da igreja, há um salão comunitário com um palco para até 200 pessoas e outras salas  utilitárias para trabalhos em grupo. As salas para jovens no porão podem ser abertas ao norte até os níveis de assentos do chamado anfiteatro. O centro comunitário fica no sudoeste, o prédio de funcionários de dois andares com telhado plano, com um total de sete apartamentos anexados ao leste e uma creche. Os edifícios incluem a praça da igreja em forma de ferradura, virada a sul.

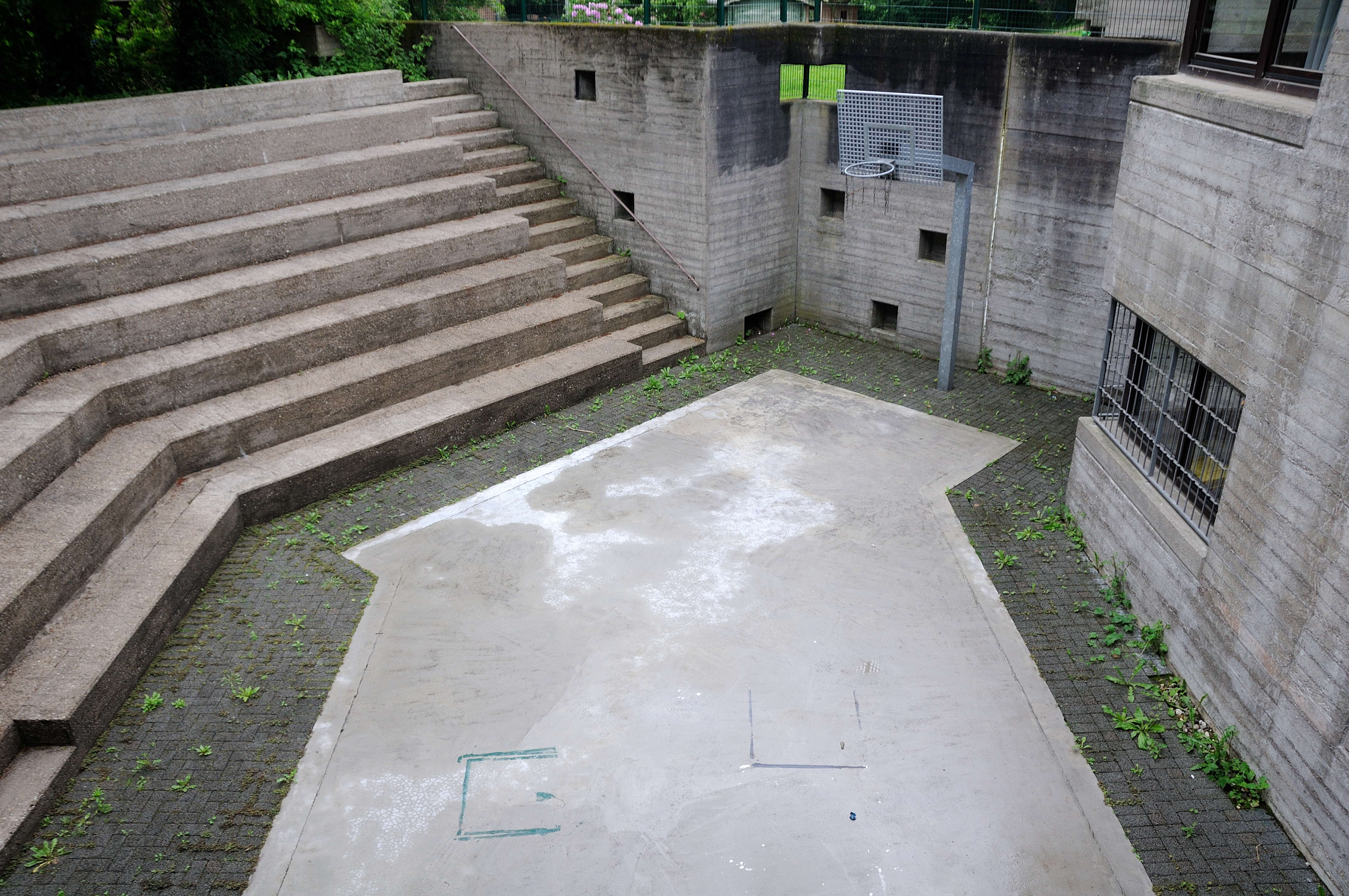
Anfiteatro

### Interiores
As paredes de concreto do lado de fora e do lado de dentro mostram o grão da cofragem detalhada de madeira. Por técnica elaborada, corpos geométricos refletem formas religiosas. Assim, a cruz é repetida em numerosas paredes externas e internas. Setas no teto simbolizam o Espírito Santo apontando em todas as direções. Nos nichos e na galeria da sala de adoração, os recessos e  aberturas, bem como o equipamento móvel - dos assentos flexíveis,  a pia batismal e à mesa do altar (pia batismal e cruz do altar projetada pelo artista Hans Schweizer de Baumberg) - às formas litúrgicas sempre modernas.
Janelas pequenas e únicas iluminam a sala com uma luz suave. Um total de 14 opções de comutação diferentes da luz elétrica permitem uma iluminação muito diferenciada da igreja e da galeria. Uma tela grande de 2 × 2 m na área do altar permite uma projeção traseira de imagens e textos para adoração e eventos. Para uma espécie de diálogo aberto, o arquiteto planejara dois púlpitos para serem colocados em nichos de concreto na parede do altar. No entanto, não chegou a uma implementação. Em vez disso, um púlpito simples agora adorna o santuário. Förderer pretendia o envolvimento ativo dos membros da igreja na organização do serviço e, portanto, queria  proporcionar uma intensa discussão da Bíblia. Os velos de Quaresma e um carpete curto proporcionam excelente acústica, de modo que a sala de culto também é frequentemente usada para shows. Em todo o centro, elementos como portas laranja,  as janelas e os bancos verdes adicionam detalhes de cores vivas.  
Devido à sua importância na história da arquitetura, todo o centro comunitário foi declarado Patrimônio Histórico em dezembro de 2018, com o edifício da igreja recebendo o mais alto nível de proteção, o prédio  do grupo e o jardim de infância o menor nível de proteção.